# Patarei-gevangenis
De Patarei-gevangenis (Ests: Patarei vangla, de naam betekent batterij) is een voormalige gevangenis in de Estse hoofdstad Tallinn.
De gevangenis werd tussen 1829 en 1840 in opdracht van tsaar Nicolaas I als zeefort gebouwd. Vanaf 1919 werd het fort in gebruik genomen als gevangenis. In de tijd van de Sovjet-bezetting werd de gevangenis veel gebruikt door de KGB om staatsvijanden in onder te brengen. In 2004 sloot Estland de gevangenis. Sinds 2016 is de gevangenis niet meer open voor bezoekers.